# Amphizoidae
Famille
Amphizoidae est une famille d'insectes de l'ordre des coléoptères.
Les Amphizoidae sont des Adephages, ils representent cinq espèces dans le genre Amphizoa LeConte, 1853.

## Liste des genres et espèces
Selon Catalogue of Life (22 août 2014) :
- genre Amphizoa

Selon ITIS (22 août 2014) :
- genre Amphizoa LeConte, 1853

Selon NCBI (22 août 2014) :
- genre Amphizoa
  - Amphizoa insolens
  - Amphizoa lecontei